# Marino Jakominić
Marino Jakominić (Rijeka, 13. rujna 1956. – Velebit, podno Visočice, 29. kolovoza 1992.), legendarni zapovjednik Specijalne jedinice policije "Ajkule" iz Rijeke i heroj Domovinskog rata.

## Životopis
Marino Jakominić rođen je u Rijeci 13. rujna 1956. godine. Osnovnu i srednju školu završio je u Rijeci, a po odsluženju vojnog roka zaposlio se u INA — Rafinerija nafte Rijeka. U policiju je stupio 10. rujna 1979. godine. Uz rad je završio Višu policijsku školu na fakultetu kriminalističkih znanosti, radeći nakon toga na raznim poslovima ovlaštene službene osobe u gradskim policijskim postajama.

### Domovinski rat
Od 5. rujna 1991. godine imenovan je zapovjednikom posebne jedinice policije na kojoj dužnosti ostaje do tragične pogibije 29. kolovoza 1992. godine. I prije tog imenovanja bio je angažiran kao policajac PU Primorsko-goranske na terenima zahvaćenim srpskom pobunom (Banovina i drugi). Po preuzimanju jedinice na odlazi na Gospićko ratište gdje se vode borbe za grad u kojima jedinica ima nove žrtve.
Nakon osnutka Hrvatske vojske, povratkom jedinice na redovne zadaće do travnja mjeseca 1992. godine radi na organizaciji i logističkom zbrinjavanju jedinice. U travnju 1992. godine s jedinicom odlazi u Dubrovnik, tada opkoljeni grad s 50 svojih ljudi, kao prvom postrojbom izvan dubrovačkog područja. U tijeku deblokade grada i oslobađanja južnih pravaca prema Župi i Konavlima ističe se svojim zapovjednim stilom i djelovanjem te posebno brigom za svakog pojedinca.
Zadatak koji je trajao sedamdesetak dana uspješno je izvršio nakon čega se vraća u Rijeku. Rasplamsavanje ratnih događanja na ličkom dijelu bojišnice traži novo angažiranje riječkih specijalaca radi uspostave punktova i nadzora na velebitskim perivojima i visovima kojima su prijetili srpski pobunjenici. 
Marino Jakominić poginuo je 29. kolovoza 1992. godine u zasjedi četnika iz Divosela.

## Naslijeđe

### Ulica Marino Jakominić
Prva ulica koja nosi naziv po poginulom branitelju iz Domovinskog rata u Rijeci nazvana je po Marinu Jakominiću. Odlukom Gradskog vijeća Grada Rijeke 2004. godine, ulici što se proteže od raskrižja Creske i Labinske ulice prema zapadu, određeno je ime Ulica Marina Jakominića, legendarnog zapovjednika specijalne policije.

### Patrolni brodMarino Jakominić
U pulskom brodogradilištu Tehnomont 2. ožujka 2012. svečano je porinut policijski brod “Marino Jakominić“, nazvan u čast hrvatskog redarstvenika Marina Jakominića koji je poginuo u neprijateljskoj zasjedi 29. kolovoza 1992. godine na Velebitu podno Visočice.  U toj su zasjedi ranjena još tri pripadnika SJP Gospić. Jedinica koju je vodio, izgubila je pored Marina Jakominića pet suboraca na ličkom ratištu.

## Vanjske poveznice
- Primopredaja broda Marino Jakominić[neaktivna poveznica]